# 1. česká futsalová liga 2009/2010
V soubojích 18. ročníku 1. české futsalové ligy 2009/10 se utkalo v základní části 12 týmů dvoukolovým systémem podzim - jaro. Do vyřazovací částí postoupilo prvních osm týmů v tabulce. Nováčky soutěže se staly týmy Bohemians 1905 Praha (vítěz 2. ligy – sk. Západ), FC Tango Brno (vítěz 2. ligy – sk. Východ), FC Balticflora Teplice (vítěz Divize A, odkup licence od Eco-Investmentu) a SK Slavia Praha (nově založený klub, odkup licence od SELPu). Vítězem základní části soutěže se stal tým FK ERA-PACK Chrudim. Sestupujícími se staly týmy 1. FC Delta Real Šumperk a SK Olympik Mělník. Vítězem soutěže se stal tým FK ERA-PACK Chrudim, který ve finále porazil tým FC Balticflora Teplice 3:2 na zápasy.

## Kluby podle krajů
- Praha (2): Bohemians 1905 Praha, SK Slavia Praha
- Středočeský (2): SK Olympik Mělník, FC Benago Zruč nad Sázavou
- Ústecký (1): FC Balticflora Teplice
- Pardubický (3): FK ERA-PACK Chrudim, FC Torf Pardubice, 1. FC Nejzbach Vysoké Mýto
- Jihomoravský (2): Kajot Helas Brno, FC Tango Brno
- Olomoucký (1): 1. FC Delta Real Šumperk
- Moravskoslezský (1): CCM Satum Czech Jistebník

## Základní část
| Poř. | Tým                        | Z  | V  | R | P  | VG  | OG  | B  |
| ---- | -------------------------- | -- | -- | - | -- | --- | --- | -- |
| 1.   | FK ERA-PACK Chrudim        | 22 | 21 | 1 | 0  | 148 | 50  | 64 |
| 2.   | FC Tango Brno              | 22 | 16 | 2 | 4  | 95  | 65  | 50 |
| 3.   | FC Balticflora Teplice     | 22 | 15 | 3 | 4  | 105 | 58  | 48 |
| 4.   | 1. FC Nejzbach Vysoké Mýto | 22 | 13 | 1 | 8  | 74  | 73  | 40 |
| 5.   | FC Benago Zruč nad Sázavou | 22 | 9  | 4 | 9  | 98  | 87  | 31 |
| 6.   | CCM Satum Czech Jistebník  | 22 | 8  | 3 | 11 | 65  | 67  | 27 |
| 7.   | SK Slavia Praha            | 22 | 8  | 2 | 12 | 64  | 78  | 26 |
| 8.   | FC Torf Pardubice          | 22 | 8  | 1 | 13 | 76  | 80  | 25 |
| 9.   | Kajot Helas Brno           | 22 | 7  | 3 | 12 | 75  | 97  | 24 |
| 10.  | Bohemians 1905 Praha       | 22 | 5  | 4 | 13 | 68  | 92  | 19 |
| 11.  | 1. FC Delta Real Šumperk   | 22 | 4  | 2 | 16 | 69  | 138 | 14 |
| 12.  | SK Olympik Mělník          | 22 | 3  | 4 | 15 | 74  | 126 | 13 |

Poznámky
- Z = Odehrané zápasy; V = Vítězství; R = Remízy; P = Prohry; VG = Vstřelené góly; OG = Obdržené góly; B = Body

|  | Postup do vyřazovací části soutěže  |
|  | Sestup do příslušné skupiny 2. ligy |

## Vyřazovací část

### Čtvrtfinále
| Tým A                      | Výsledek série | Tým B                      | Výsledky jednotlivých zápasů                                    |
| -------------------------- | -------------- | -------------------------- | --------------------------------------------------------------- |
| FK ERA-PACK Chrudim        | 3:0            | FC Torf Pardubice          | 17:1, 9:0, 6:1                                                  |
| FC Tango Brno              | 2:3            | SK Slavia Praha            | 1:1pp (3:4pk), 1:1pp (1:4pk), 3:5, 1:1pp (3:0pk), 1:1pp (5:4pk) |
| FC Balticflora Teplice     | 3:0            | CCM Satum Czech Jistebník  | 3:1, 3:2, 7:3                                                   |
| 1. FC Nejzbach Vysoké Mýto | 3:1            | FC Benago Zruč nad Sázavou | 6:3, 2:6, 5:1, 5:2                                              |

### Semifinále
| Tým A                  | Výsledek série | Tým B                      | Výsledky jednotlivých zápasů |
| ---------------------- | -------------- | -------------------------- | ---------------------------- |
| FK ERA-PACK Chrudim    | 3:1            | SK Slavia Praha            | 6:1, 2:3pp, 9:5, 7:1         |
| FC Balticflora Teplice | 3:0            | 1. FC Nejzbach Vysoké Mýto | 6:2, 3:1, 4:0                |

### Finále
| Tým A               | Výsledek série | Tým B                  | Výsledky jednotlivých zápasů |
| ------------------- | -------------- | ---------------------- | ---------------------------- |
| FK ERA-PACK Chrudim | 3:2            | FC Balticflora Teplice | 4:2, 3:4, 5:3, 5:0, 1:4      |

## Vítěz
| 1. celostátní liga 2009/10 FK ERA-PACK Chrudim (6. titul) |